# The Samaritan
Pour plus de détails, voir Fiche technique et Distribution.
The Samaritan est un film canadien réalisé par David Weaver, sorti en 2012.

## Synopsis
Foley, un ancien arnaqueur, tente de changer de vie et d'en finir avec la criminalité après avoir purgé vingt ans de prison pour le meurtre de son associé.
Il se met à travailler sur un chantier. Il fait la rencontre d’Iris, une jeune femme intrigante et insaisissable. Pourtant, son passé le rattrape quand Ethan, le fils de son ex-partenaire, fait irruption dans sa vie. En quête de vengeance, Ethan va menacer la vie d’Iris et piéger Foley dans une nouvelle machination. Il entraîne Foley dans un projet ambitieux et risqué : voler huit millions de dollars à Xavier, un baron de la drogue redouté.
Coincé, Foley se voit obliger de se lancer dans cette entreprise téméraire, au risque de tout perdre.

## Fiche technique
- Titre : The Samaritan
- Réalisation : David Weaver
- Scénario : David Weaver & Elan Mastai
- Musique : Todor Kobakov
- Photographie : François Dagenais
- Montage : Geoff Ashenhurst
- Production : Andras Hamori, Mark Horowitz, Tony Wosk
- Société de production : H2O Motion Picture, 2262730 Ontario, Middle Child Films Inc., Quickfire Films
- Pays de production :  Canada
- Langue : Anglais
- Genre : Drame, Thriller
- Durée : 89 min
- Date de sortie :
  - Canada  : 20 avril 2012
  - États-Unis : 18 mai 2012
  - France  : 2 octobre 2012 (Directement en DVD)

## Distribution
- Samuel L. Jackson (VF : Thierry Desroses) : Foley
- Luke Kirby (VF : Jean-Marco Montalto) : Ethan
- Ruth Negga (VF : Nayeli Forest) : Iris
- Gil Bellows (VF : Francis Benoit) : Bill
- Martha Burns (VF : Anne Plumet) : Gretchen
- Deborah Kara Unger (VF : Nathalie Duverne) : Helena
- Tom Wilkinson (VF : Jean-Bernard Guillard) : Xavier
- Tom McCamus (VF : Hervé Furic) : Deacon
- Alan C. Peterson (VF : Sylvain Lemarié) : Miro
- Aaron Poole (VF : Nicolas Beaucaire) : Jake
- Rob Archer : Vernon
- Diana Leblanc (VF : Nikie Lescot) : Celia

Sources et légende : Version française selon le carton de doublage français.